# Меса (округ)
Ме́са (англ. Mesa County) — округ в штате Колорадо, США. Является четвёртым по величине в штате.

## Описание

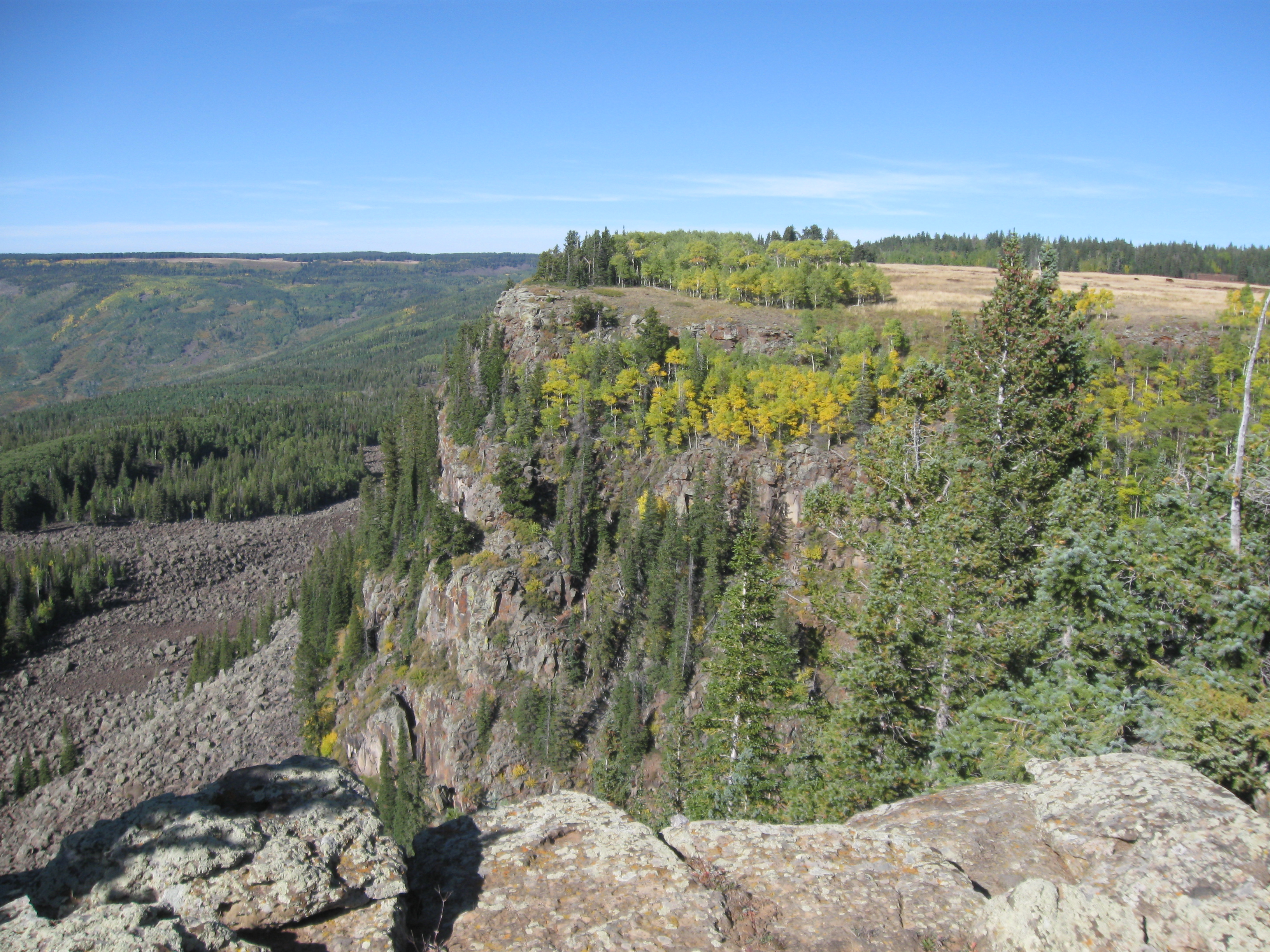
На вершине горы Гранд-Меса

Округ Меса расположен в западной части штата, с запада граничит с Ютой, с остальных сторон — с другими округами Колорадо. Назван в честь столовых гор (mesa — так в США называют столовые горы, от исп. mesa — стол), во множестве раскиданных по территории. Столица и крупнейший город округа — Гранд-Джанкшен. Открытые водные пространства занимают 34,6 км², что составляет 0,4% от общей площади округа в 8653,4 км². Через округ проходит крупная автомагистраль I-70.

## История
Округ Меса был образован 14 февраля 1883 года путём отделения северо-западной части округа Ганнисон.

## Достопримечательности

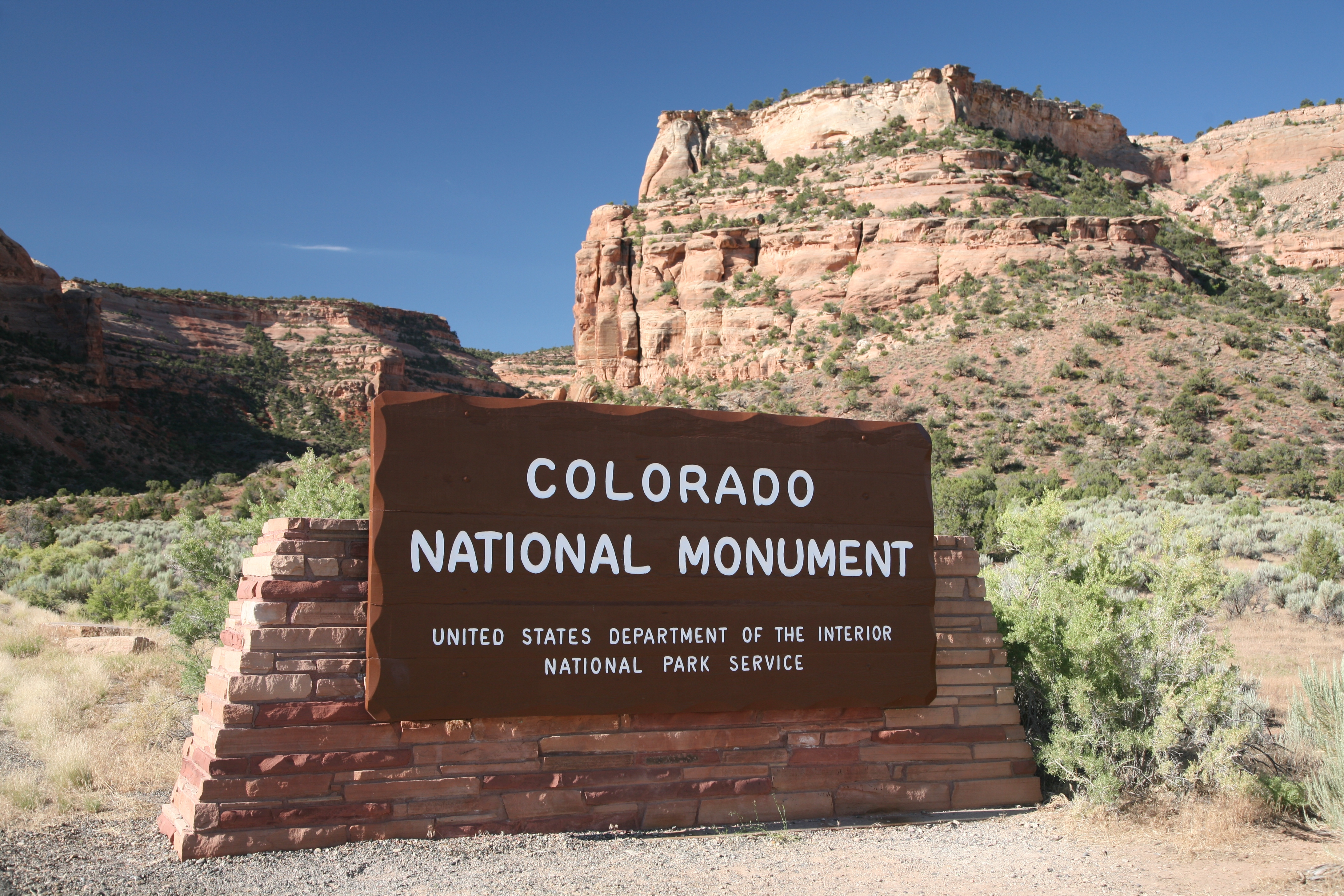
Национальный монумент Колорадо

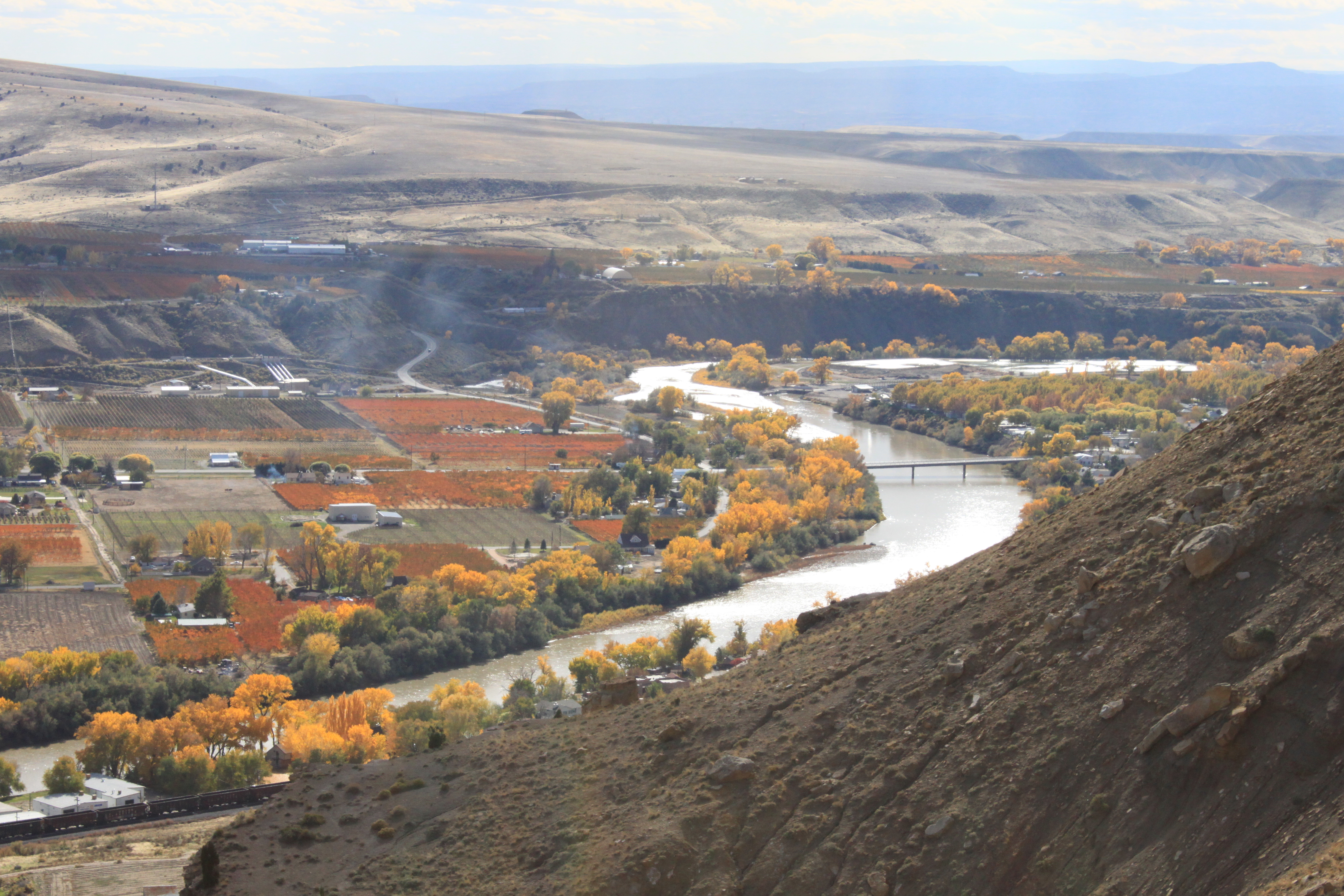
Река Колорадо на территории округа

- Гранд-Меса (англ. Grand Mesa) — крупная столовая гора.
- Национальный монумент Колорадо (англ. Colorado National Monument) — природный парк.
- Национальный заказник «Доминкес-Эскаланте» (англ. Dominguez-Escalante National Conservation Area) (частично на территории округа).
- Национальный заказник «Каньоны Макиннис» (англ. McInnis Canyons National Conservation Area) (частично).
- Национальный лес Гранд-Меса (англ. Grand Mesa National Forest) (частично).
- Национальный лес Uncompahgre (англ. Uncompahgre National Forest) (частично).
- Национальный лес Уайт-Ривер (англ. White River National Forest) (частично).
- Пустошь Каньонов Чёрных хребтов (англ. Black Ridge Canyons Wilderness) (частично).

## Демография
Население
- 1890 год — 4260 жителей
- 1900 — 9267
- 1910 — 22 197
- 1920 — 22 281
- 1930 — 25 908
- 1940 — 33 791
- 1950 — 38 794
- 1960 — 50 715
- 1970 — 54 734
- 1980 — 81 530
- 1990 — 93 145
- 2000 — 116 255
- 2010 — 146 723[3]
- 2011 — 147 083[3]
- 2020 — 155 703

Расовый состав (перепись 2010 года)
- белые — 92,3%
- афроамериканцы — 0,5%
- коренные американцы — 0,9%
- азиаты — 0,5%
- уроженцы Океании и Гавайев — 0,1%
- прочие расы — 3,7%
- две и более расы — 2,0%
- латиноамериканцы (любой расы) — 10,0%